# Ailiichthys punctata
Ailiichthys punctata är en fiskart som beskrevs av Francis Day 1872. Ailiichthys punctata ingår i släktet Ailiichthys och familjen Schilbeidae. IUCN kategoriserar arten globalt som otillräckligt studerad. Inga underarter finns listade i Catalogue of Life.

## Bildgalleri

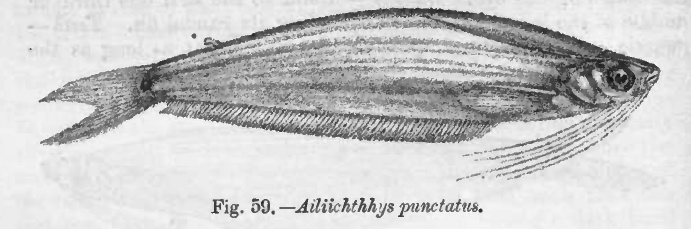